# Eduard Reichenow

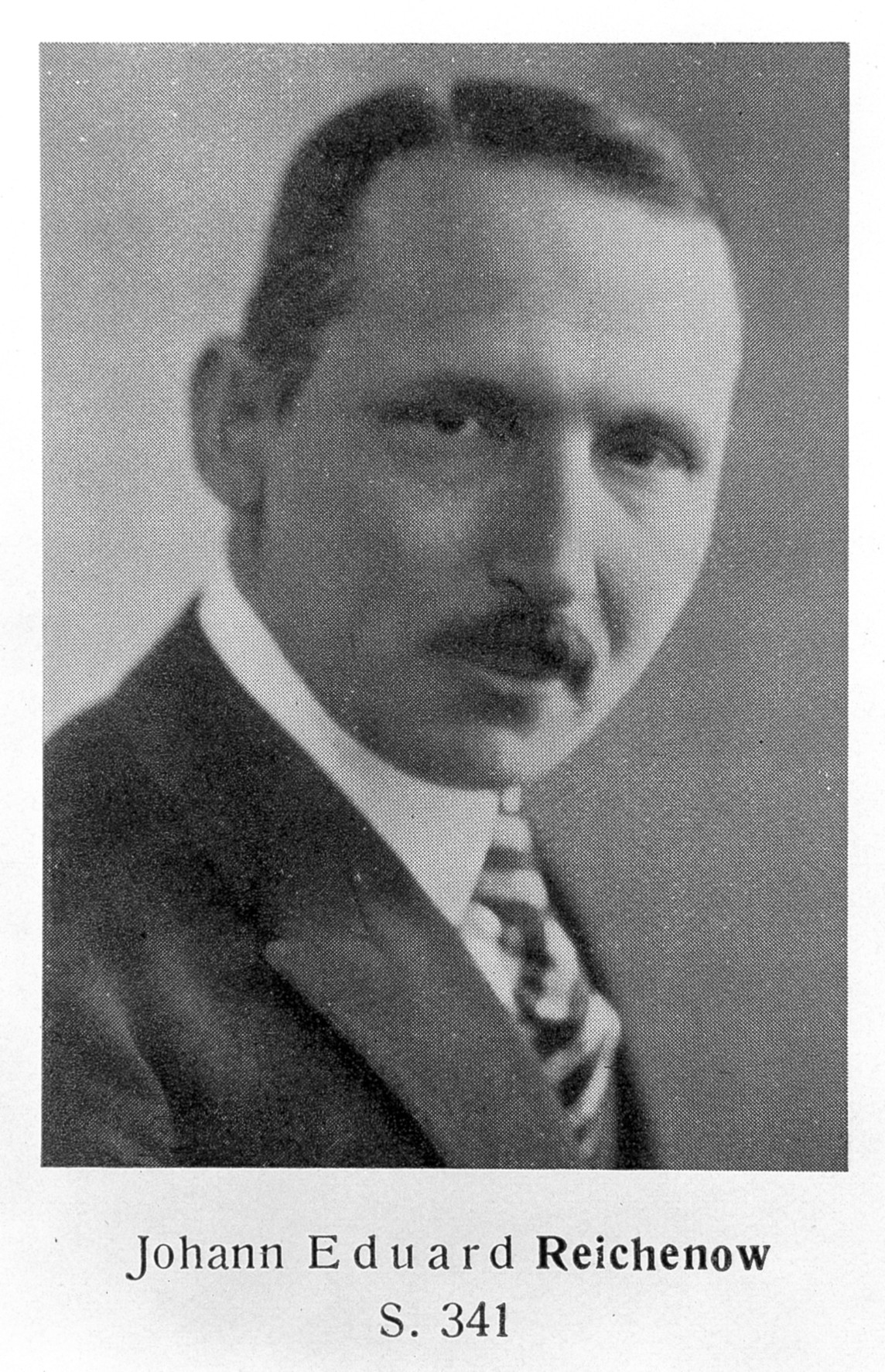

Johann Eduard Reichenow (* 7. Juli 1883 in Berlin; † 23. März 1960 in Wuppertal) war ein deutscher Protozoologe.

## Leben
Johann Eduard Reichenow wurde als Sohn des Ornithologen Georg Anton Eugen Reichenow und seiner Ehefrau Olympia Charlotte Marie geb. Cabanis am 7. Juli 1883 in Berlin geboren. Reichenow war mütterlicherseits ein Enkel des Ornithologen Jean Louis Cabanis. Von 1904 bis 1908 studierte er Naturwissenschaften in Heidelberg, Berlin und München, wo er zum Dr. phil. promoviert wurde. In Heidelberg schloss er sich Landsmannschaft Zaringia an.
Nach der Tätigkeit als Assistent von Richard von Hertwig wandte sich Reichenow 1908 als Wissenschaftlicher Hilfsarbeiter im Kaiserlichen Gesundheitsamt der Protozoologie zu. Im Dienste des Reichskolonialamts erforschte er in einem Kameruner Krankenhaus die Biologie des Schlafkrankheitserregers und entdeckte bei Menschenaffen Malariaparasiten, die mit denen des Menschen morphologisch identisch sind.
Von 1921 bis 1953 leitete Reichenow die Protozoen-Abteilung des Hamburger Tropeninstituts. Im Juli 1921 habilitierte er sich zum Professor für Zoologie an der Universität Hamburg. Ferner war er Herausgeber der Zeitschrift für Tropenmedizin, dem Zentralblatt für Bakteriologie und der Zeitschrift für Parasitenkunde. Im November 1933 unterzeichnete er das Bekenntnis der deutschen Professoren zu Adolf Hitler.

## Ehrungen
- 1953 Mitglied der Leopoldina
- 1957 Ehrendoktor der Universität Granada

## Eduard-Reichenow-Medaille
Seit 1984 vergibt die Deutsche Gesellschaft für Protozoologie die Eduard-Reichenow-Medaille an Persönlichkeiten, die sich in besonderem Maße um die Förderung der Protozoologie verdient gemacht haben.

## Veröffentlichungen
- mit Franz Theodor Doflein: Lehrbuch der Protozoenkunde; eine Darstellung der Naturgeschichte der Protozoen mit besonderer Berücksichtigung der parasitischen und pathogenen Formen, 5. Auflage, G. Fischer, 1928
- Grundriss der Protozoologie für Ärzte und Tierärzte, J. A. Barth, Leipzig 1943